# Нова територія (фестиваль)
«Нова територія» — перший Міжнародний фестиваль авангардного мистецтва в Україні. Art-директор фестивалю — видатний український музикант Олександр Нестеров (1954—2005).

## Перший Міжнародний фестиваль авангардного мистецтва в Україні «Нова територія»
Проходив 12—14 червня 1993 року на сцені «Українського дому» (м. Київ).
У буклеті фестивалю зазначено: «Музика, театр, поезія, живопис, архітектура, спонтанність особистого висловлювання, мистецтво нової імпровізації, як цілісний екзистенціальний акт. Виконавець — автор, слухач — співавтор. Вперше у вітчизняній практиці настільки яскраві індивідуальності зібрані разом на одній території! Немає нічого сильніше за ідею, час якої настав!»

## Програма фестивалю

### 12 червня 1993 року.
Сергій Курьохін (Росія, Санкт-Петербург);
Новий Литовський проект: Вітаутас Палібавічус, Арнольдас Гурінавічус, Арунас Шлаустас, Олег Молокоєдов (Литва, Вільнюс);
Антон Батагов та Лев Рубінштейн (Росія, Москва);
Московське імпровізаційне тріо: Андрій Соловйов, Володимир Голоухов, Олександр Воронін;
Vlad Miller (Англія, Лондон);
Ars Nova Ensemble: Георгій Черненко, Дмитро Ульянов, Олег Соколов, Василь Поляков (Україна, Київ);
Театр «ДО»: Ірина Доценко, Олег Баусов (Латвія, Рига).

### 13 червня 1993 року.
Олександр Нестеров та Юрій Яремчук (Україна, Київ-Львів);
Іван Соколов (Росія, Москва);
Київське камерне тріо (САТ): Михайло Стрельніков, Олександр Клименко, Сергій Охрімчук;
Ры Никонова та Сергей Сигей (Росія, Краснодарський край, Єйськ);
Юрій Кузнецов (Україна, Одеса);
Evan Parker Project (Англія, Лондон);
Владислав Макаров, Михайло Юденіч, Едуард Сівков, Марк Забежинський (Росія, Смоленськ—Вологда—Нижній Новгород);
Театр ААА: Юрій Зморович, Юлія та Сергій Марченки, Оксана Чепелик, Євген Вишня (Україна, Київ).

### 14 червня 1993 року.
Петро Товстуха (Україна, Київ);
Сергій Летов та Юрій Парфьонов (Росія, Москва);
Bolero 1-ий приз фестиваля «Post-Montreux—92»: київська прем'єра фільму Володимира Чекасіна та Михайла Безчастного (ідея, музика — Володимира Чекасіна, хореографія — Наташа Фіксель, сценарій — Михайло Безчастний, Володимир Чекасін, Лена Єфімова, Наташа Фіксель);
Тріо Володимира Чекасіна: Володимир Чекасін, Юрій Кузнецов, Гедаминас Лаурінавічус (звукорежисер Едмондас Бабенкас).
На завершення фестивалю — колективна імпровізація.
У дні фестивалю відбувається цілодобовий семінар з питань нового імпровізаційного мистецтва. Модератор — Ігор Вінов.

## Організаційний комітет фестивалю «Нова територія»
Голова організаційного комітету — директор фірми «Валекс» Олександр Богатов, Art-директор фестивалю — Олександр Нестеров, головний адміністратор — Олександр Філатов, технічний адміністратор — Андрій Нудний, музичний консультант від фірми «Валекс» — Олег Соколов, режисер і директор фестивальної кіногрупи — Юрій Зморович, візуальна реклама фестивалю — 2М group design.

## Про фестиваль
У 1993 році режисер Юрій Зморович зняв фільм «Нова територія».